# Fernando Lazcano Mujica
Fernando Lazcano Mujica (Santiago; 9 de noviembre de 1810 – Santiago; 11 de marzo de 1886) fue un abogado, político y ministro chileno.

## Biografía
Hijo de Prudencio Lazcano y García Zúñiga y de Cruz Mujica Jáuregui y Correa. Realizó sus estudios en el Instituto Nacional y cursó leyes en la Universidad de San Felipe, graduándose de abogado el 19 de noviembre de 1832. 
Inició su carrera al nombrársele secretario de la Corte de Apelaciones de Santiago. El 18 de septiembre de 1851 el presidente Manuel Montt lo designó Ministro de Justicia Culto e Instrucción Pública. Debido a la revolución que estallaría con el inicio del gobierno de Montt, pronto abandonaría el cargo. 
Fue elegido senador desde 1852 a 1860, donde fue presidente del Senado y ministro de la corte suprema.